# Pierowall Church

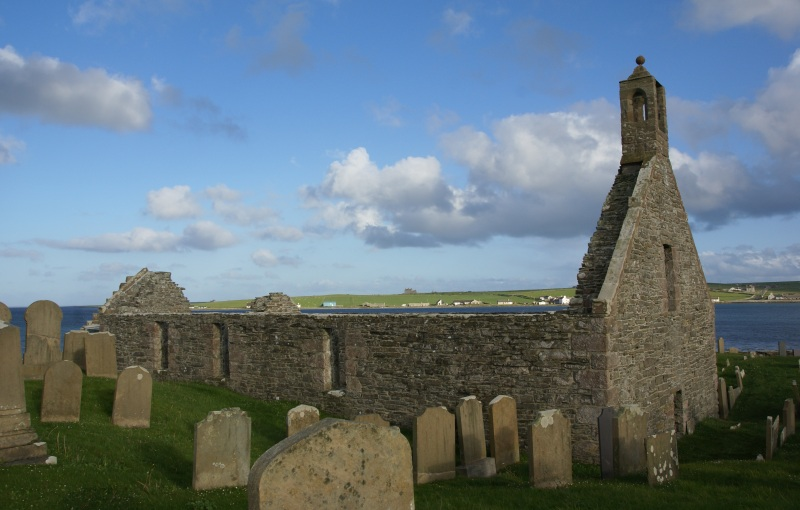
Pierowall Church.

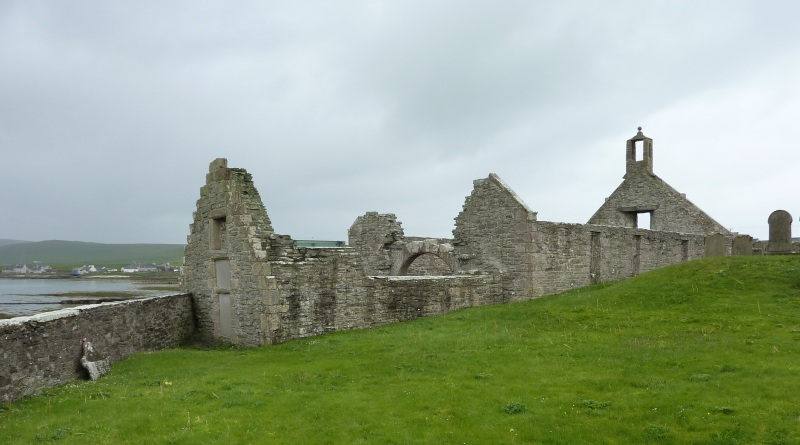
Pierowall Church gezien vanuit het noorden met de Laird's Aisle aan de oostzijde (links).

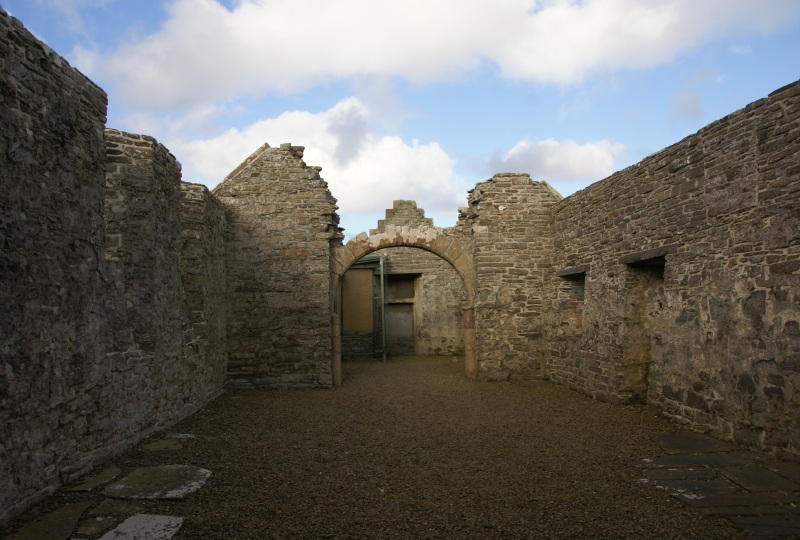
Het interieur van de kerk. Achter de boog ligt de Laird's Aisle.

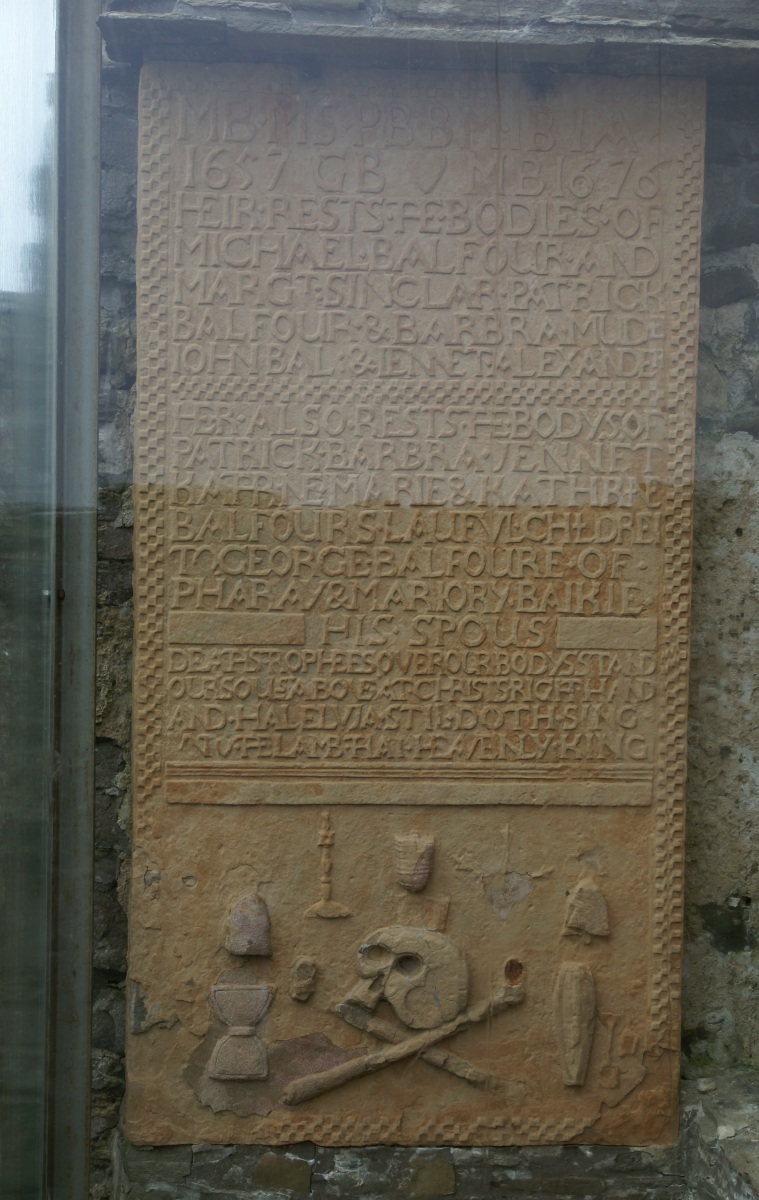
De grafsteen van Michael Balfour.

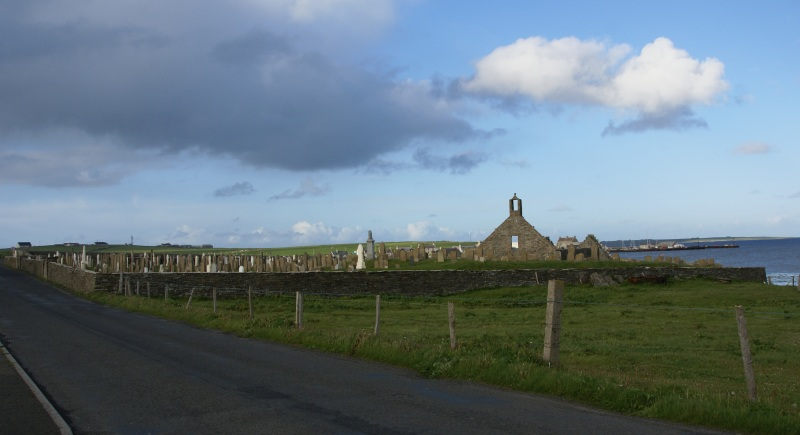
Pierowall Church met omringende begraafplaats gezien vanuit het zuiden.

Pierowall Church, ook Lady Kirk en St Mary's Kirk genoemd, is (de ruïne van) een zeventiende-eeuwse kerk, gelegen aan de westzijde van Bay of Pierowall in Pierowall op Westray, een van de Schotse Orkney-eilanden.

## Geschiedenis
Pierowall Church werd in 1674 gebouwd, deels op de fundamenten van een kerk uit de dertiende eeuw. De zuidelijke muur van het schip is dertiende-eeuws.
Pierowall Church bleef tot 1879 in gebruik als parochiekerk.

## Bouw
Pierowall Church heeft een min of meer rechthoekig schip en is oost-westelijk georiënteerd. Het schip was oorspronkelijk 14,5 meter lang en 5,8 meter breed, maar werd in 1674 een halve meter verbreed.
Op de plaats van het middeleeuwse koor bevindt zich de zeventiende-eeuwse kapel van de laird (Laird's Aisle).
De zuidelijke muur van het schip heeft een brede richel waarop een zeventiende-eeuwse boog steunt. Deze boog scheidt het schip van het koor. De boog staat iets terugspringend op de richel, zoals de middeleeuwse boog ook zal hebben gestaan, die vermoedelijk even breed was.
Op de westelijke gevel staat een kleine klokkentoren met openingen aan alle vier de zijden. De ramen in het kerkgebouw zijn rechthoekig.
De kerk ligt te midden van een begraafplaats. In de kerk zijn eveneens een aantal grafmonumenten te vinden, waaronder een tweetal goedbewaarde zeventiende-eeuwse grafstenen.
In de kapel van de laird staat tegen de noordelijke muur een grote grafsteen ter herinnering aan Michael Balfour en anderen, waaronder George Balfour van Pharay, overleden in 1657, en diens vrouw Marjory Baikie, overleden in 1676.
De inscriptie eindigt met de tekst:
DEATHIS TROPHEES OVER OUR BODYS STAND
OUR SOULS ABOVE AT CHRISTS RIGHT HAND
AND HALELUIA STIL DOTH SING
UNTO THE LAMB THAT HEAVENLY KING
Tegen de oostelijke muur staat de grafsteen van Helen Alexander, de vrouw van George Sinclair van Rapness, en van Malcolm Sinclair. Op het bovenste deel van de grafsteen staan een familiewapen, de initialen MS en het jaar 1676.
De inscriptie op het onderste deel van de grafsteen luidt:
DEATHIS BUT A SERVANT PALE
THAT LEADS THE LITLE FLOCK
INTO THE GLORIOUS VAILE

## Beheer
Pierowall Church wordt beheerd door Historic Scotland net als de Westside Church in Tuquoy. Twee grafstenen zijn middels glasplaten beschermd tegen de elementen.